# Hrabstwo Boone (Nebraska)

Piramida wieku hrabstwa

Hrabstwo Boone (ang. Boone County) – hrabstwo w stanie Nebraska w Stanach Zjednoczonych. W roku 2010 liczba mieszkańców wyniosła 5505. Stolicą i największym miastem jest Albion.

## Geografia
Całkowita powierzchnia wynosi 1779,8 km² z czego woda stanowi 1,7 km².

### Miejscowości
- Albion
- St. Edward

### CDP
- Loretto
- Raeville

### Wioski
- Cedar Rapids
- Petersburg
- Primrose

### Sąsiednie hrabstwa
- hrabstwo Madison – północny wschód
- hrabstwo Nance – południe
- hrabstwo Platte – południowy wschód
- hrabstwo Greeley – południowy zachód
- hrabstwo Wheeler - północny zachód
- hrabstwo Antelope - północ